# دنهریتس
دنهریتس (به آلمانی: Dennheritz) یک شهر در آلمان است که در Zwickau (district) واقع شده‌است. دنهریتس ۱٬۴۶۶ نفر جمعیت دارد.